# 保薩區
15°16′44″S 73°20′50″W / 15.2790°S 73.3471°W
保薩區（西班牙語：Distrito de Pausa），是秘魯的一個區，位於該國中南部阿亞庫喬大區的保卡爾德爾薩拉薩拉省，面積242.8平方公里，海拔高度2,524米，2005年人口3,242，人口密度每平方公里13人。